# Settimo Vittone
Settimo Vittone là một đô thị ở tỉnh Torino trong vùng Piedmont, có vị trí cách khoảng 50 km về phía bắc của Torino. Tại thời điểm ngày 31 tháng 12 năm 2004, đô thị này có dân số 1.579 người và diện tích là 23,2 km².
Đô thị Settimo Vittone có các frazioni (các đơn vị trực thuộc, chủ yếu là các làng) Cesnola, Torredaniele, và Montestrutto.
Settimo Vittone giáp các đô thị: Lillianes, Graglia, Carema, Donato, Quincinetto, Andrate, Tavagnasco, Nomaglio, Borgofranco d'Ivrea, và Quassolo.